# Pobojsk
Pobojsk (lit. Pabaiskas) – miasteczko na Litwie, w okręgu wileńskim, w rejonie wiłkomierskim, położone ok. 13 km na południowy zachód od Wiłkomierza, nad dopływem rzeki Świętej - Żyrnówką. Siedziba gminy Pobojsk. Znajduje się tu kościół, poczta i szkoła.
Prywatne miasto szlacheckie lokowane w 1558 roku, leżało w powiecie wiłkomierskim województwa wileńskiego. 

## Historia
1 września 1435 roku miała tu miejsce bitwa znana jako bitwa pod Wiłkomierzem, w której oddziały litewskiego księcia Zygmunta Kiejstutowicza wspierane przez oddziały polskie dowodzone przez Jakuba Kobylańskiego rozgromiły wojska krzyżacko-litewskie Świdrygiełły i Kerskorffa, mistrza krajowego inflanckiego. Na polu bitwy powstała później wieś, a obecnie miasteczko Pobojsk. Nazwa miasteczka wywodzi się od określenia pobojowisko. Bitwę tą upamiętnia współczesny pomnik.
Dekretem nr Nr. 1K-1647 prezydenta Republiki Litewskiej miejscowość otrzymała w 2008 roku własny herb.